# Le Caule-Sainte-Beuve
Le Caule-Sainte-Beuve es una comuna francesa situada en el departamento de Sena Marítimo, en la región de Normandía.

## Demografía
| 577 | 513 | 472 | 418 | 432 | 402 | 481 |
| Para los censos de 1962 a 1999 la población legal corresponde a la población sin duplicidades (Fuente: INSEE [Consultar]) |     |     |     |     |     |     |